# Irakiska Kurdistan
Irakiska Kurdistan (officiellt: Regionen Kurdistan) är en autonom region i norra Irak, med Erbil (Hewlêr) som faktisk huvudstad. Den består av provinserna Arbil, (Hewlêr) Duhok, Halabja (Helebce) och Sulaymaniyya (Slemani). Regionen har rötter i ett avtal 1970 men blev de facto självstyrande först 1991–1992 (mer definitivt 2005). 
Irakiska Kurdistan kontrollerade 2017 ett område på cirka 78 000 kvadratkilometer med cirka 5,3 miljoner invånare. Detta inkluderar områden som de facto kontrolleras av den autonoma regionen men de jure tillhör provinser utanför den kurdiska regionen. Den autonoma regionens officiella yta täcker endast 36 350 kvadratkilometer.

## Geografi
Regionen Kurdistan omfattar tre (med Halabja, etablerad 2015, fyra) irakiska provinser. Dessutom täcker det kurdiskt kontrollerade området ytterligare områden runt bland annat Sinjar och Kirkuk. Området är till stora delar bergsland öster och nordöst om floden Tigris.

## Historik
Det kurdiska området i västra Asien har sedan 1500-talet varit delat mellan de persiska och osmanska rikena. I gränsområdet har det funnits mindre furstestater med viss självständighet, sådsom Baban, Bahdinan och Soran. Efter första världskriget delades området ytterligare så att den norra delen tillföll den nybildade staten Turkiet, medan de södra delarna tillföll det brittiska protektoratet Irak och det franska NF-mandatet för Syrien och Libanon.

### Kurderna inom Irak fram till 1991
År 1922 efter Osmanska rikets kollaps bildade kurderna ett kungarike. Det varade i 2 år tills Storbritannien erövrade området och satte ihop landet med Irak. Sedan 1930-talet har Barzanifamiljen kämpat för ett självständigt Kurdistan. Kurderna gjorde uppror vilket senare ledde till flera blodiga konflikter och krig. År 1970 förhandlade Saddam Hussein och Mustafa Barzani om fred. Irak erbjöd kurderna ett självstyre vilket kurderna accepterade. Irak återtog kontrollen över irakiska Kurdistan genom det Irakisk-kurdiska kriget (1974–1975).  
På 1980-talet under Iran–Irak-kriget allierade sig kurderna med Iran och såg detta som en möjlighet till att utropa självständighet. År 1988 skrev Iran och Irak på ett fredsavtal men kurderna lämnades utanför vilket försvagade peshmergan. Kurderna var tvungna att fortsätta strida mot Irak, Saddam Hussein, Iraks dåvarande president, såg detta som sin chans att ta över Kurdistan och krossa den kurdiska armén. Saddam Hussein startade med operation Al Anfal ett folkmord på kurderna, där han beordrade kemiska gas-attacker och flygbombningar på kurdiska städer, förstörelse av 4500 kurdiska byar och runt 180 000 kurder mördades av den irakiska militären.

### Autonomi från 1991
Efter Gulfkrigets slut 1991 fick södra Kurdistan skydd av FN samt USA och dess allierade. I skydd av flygförbudszonen över norra Irak fann kurderna det utrymme som krävdes för att skapa en de facto autonomi. När den irakiska armén inte längre kunde få eldunderstöd från luften lämnade den södra Kurdistan.

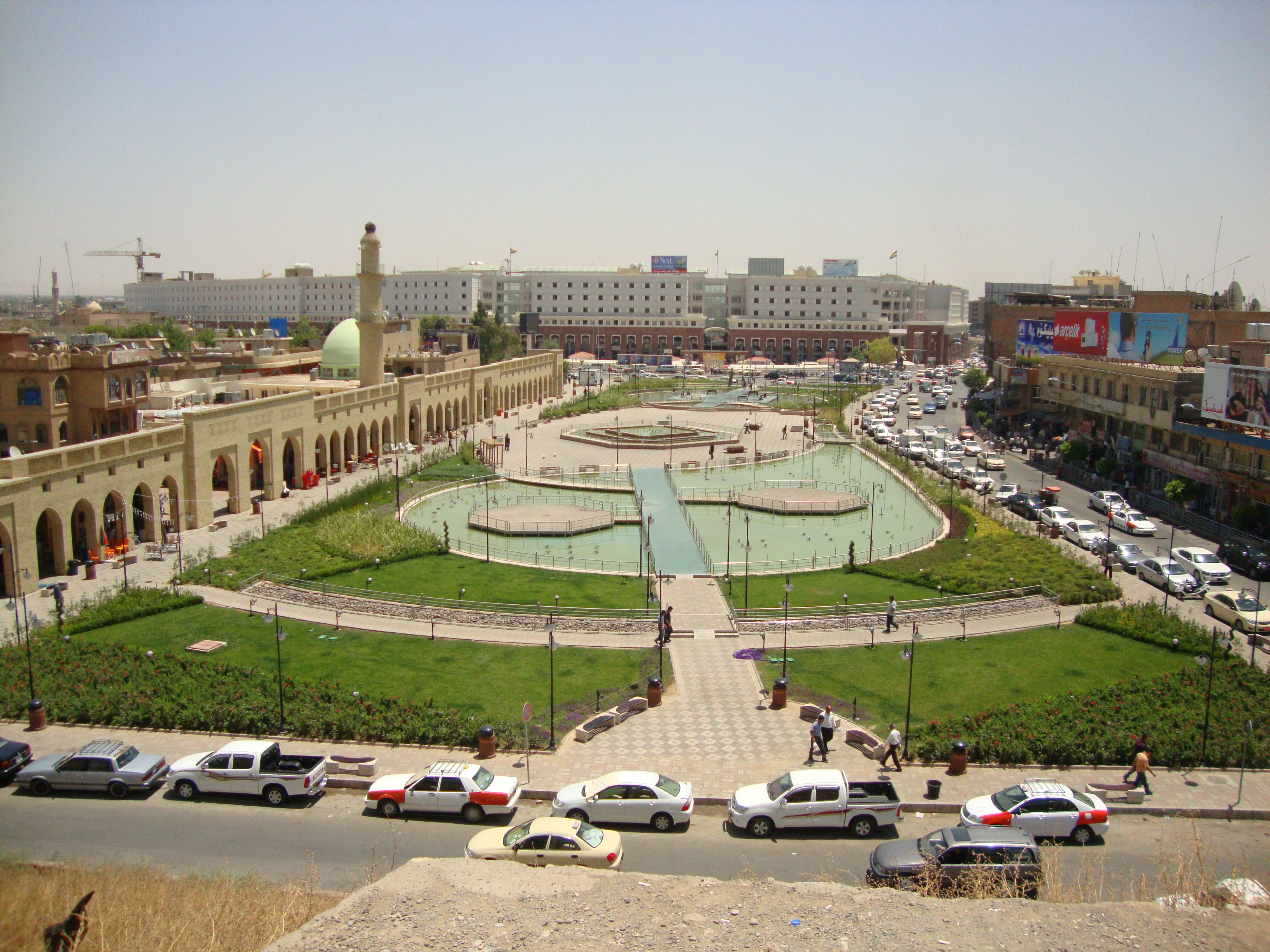
Park i Arbil.

Den 19 maj 1992 hölls det första allmänna valet i kurdisk historia. Eftersom spärregeln var relativt högt (7 procent) fick endast de två stora partierna (Kurdistans demokratiska parti, KDP och Kurdistans patriotiska union, PUK) mandat. Först var fördelningen 51 mot 49, men efter anklagelser om fusk ändrade man till 50-50. Regeringen kollapsade dock 1994 och resulterade i det kurdiska inbördeskriget. Det sista parlamentariska mötet hölls 1996. Den väpnade konflikten resulterade i skapandet av två kurdiska regioner, en PUK-kontrollerad region runt Sulaymaniyya och en KDP-kontrollerad region runt Arbil (och Dihok). Båda parter tillkännagavs sig själva som den legitima härskaren av södra Kurdistan.
Mot slutet av 1990- och början av 2000-talet enades partierna, och under Irakkriget bildades en gemensam region känd som KRG (Kurdistan regional government eller Kurdistans regionala regering). Irak ombildades till en federal stat, och södra Kurdistan blev en självständig federal enhet. År 2005 valdes Massoud Barzani till kurdiska regionens president, och han blev omvald vid valet år 2009.
De båda ledande partierna (KDP och PUK) enades i början av juni 2017 om att utlysa en folkomröstning om Irakiska Kurdistans självständighet. Folkomröstningen, som är ensidigt utlyst utan godkännande från Iraks regering, ägde rum den 25 september 2017, vilket ledde till Kurdistans självständighetskrig 2017.

## Politik
Regionen Kurdistan leds av president Nechirvan Idris Barzani och premiärminister Masrour Barzani, båda representerar det styrande partiet KDP (Kurdistans demokratiska parti). Regionens självstyre är sedan 2017 så permanent att det i praktiken motsvarar en självständig kurdisk stat.
Den tidigare gerillan Peshmerga har i och med upprättandet av KRG blivit en regelrätt armé.
En rad länder har öppnat diplomatiska beskickningar, bland annat Sverige, Förenta staterna, Turkiet, Ryssland och Kina.

## Ekonomi
En stor del av Iraks utvinning av råolja sker i områden kontrollerade av Kurdistans regionregering. Detta gäller i första hand områden runt den omstridda staden Kirkuk.
I södra Kurdistan finns det över femhundra utländska företag.
Större flygplatser finns bland annat vid de två provinshuvudstäderna Erbil och Sulaymaniyya.

## Demografi
Området som stadigvarande kontrolleras av den kurdiska regionregeringen inrymmer cirka 5,3 miljoner människor. Till detta kommer (2017) cirka 2 miljoner flyktingar, varav den största delen kommer på grund av inbördeskriget kopplat till Islamiska staten.
Det vanligaste språket i regionen är kurdiska, varav sorani talas i den centrala delen av området, kurmanji i norr och hawrami runt Halabja. Kurdiska och arabiska är officiella språk.

## Kultur
Den populäraste idrotten i regionen är fotboll. Man har en egen fotbollsliga, där 14 lag spelar i förstadivisionen.

## Galleri

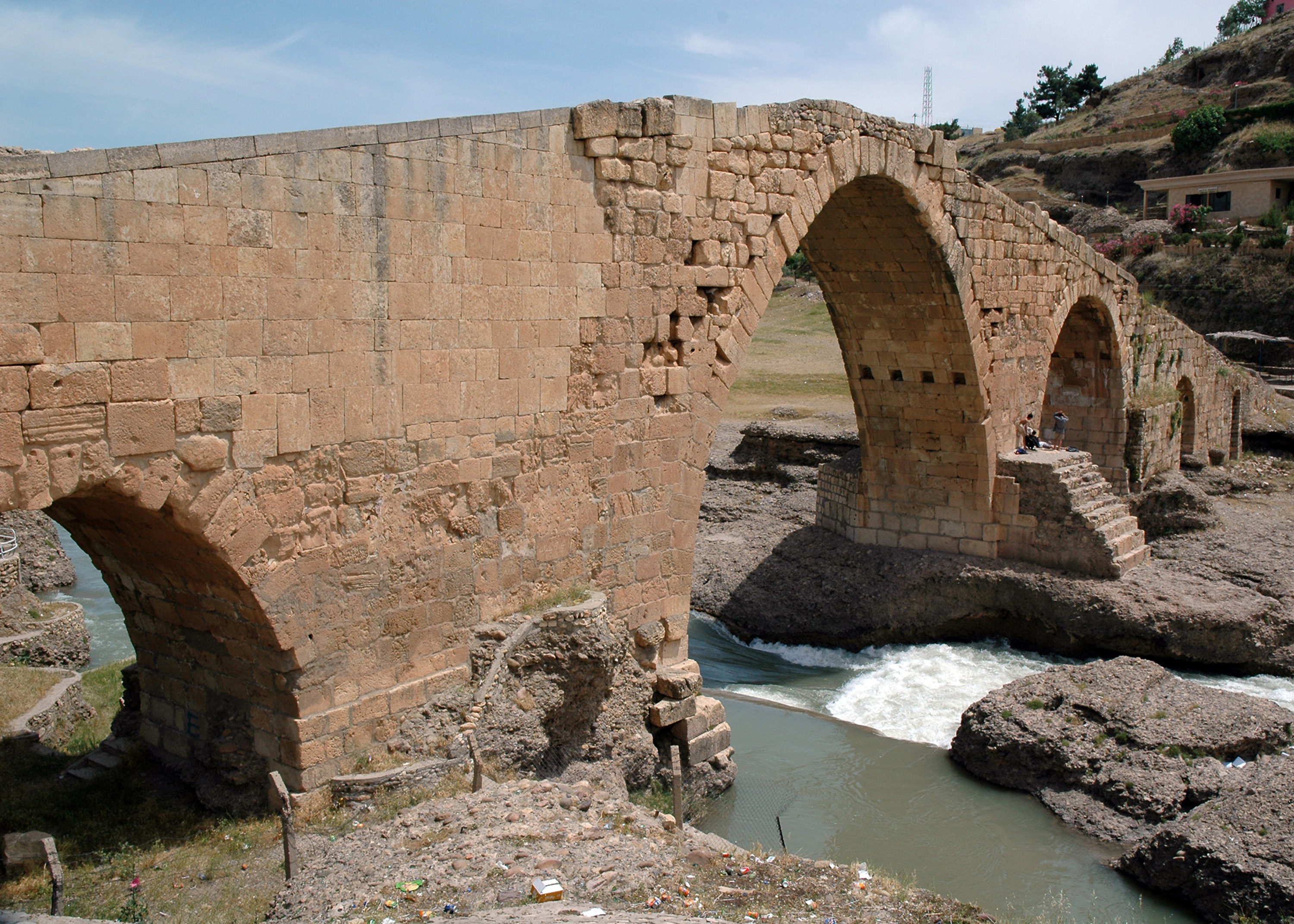
Pira Delal-bron i Zakho.
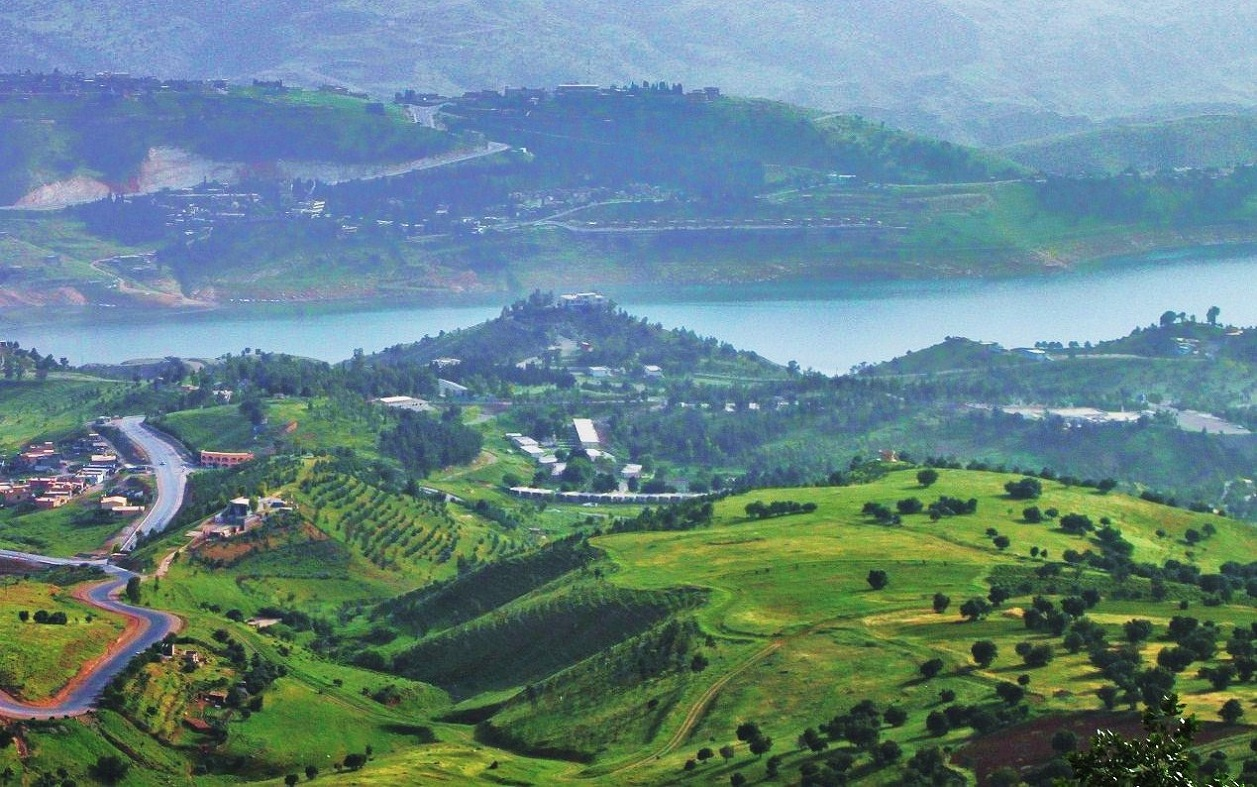
Dukan, den största insjön i Irakiska Kurdistan.
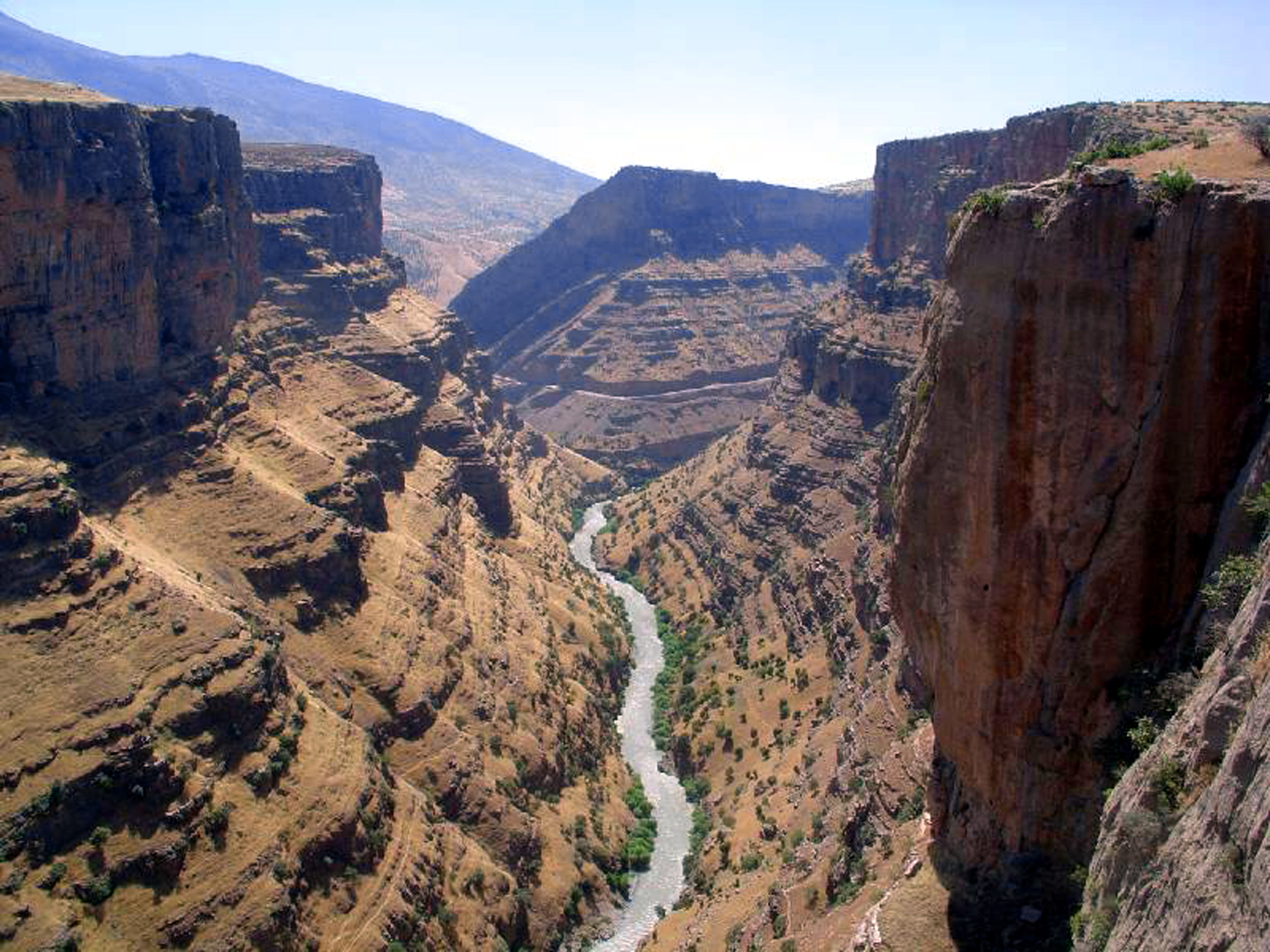
En kanjon nära den norra staden Rawanduz.
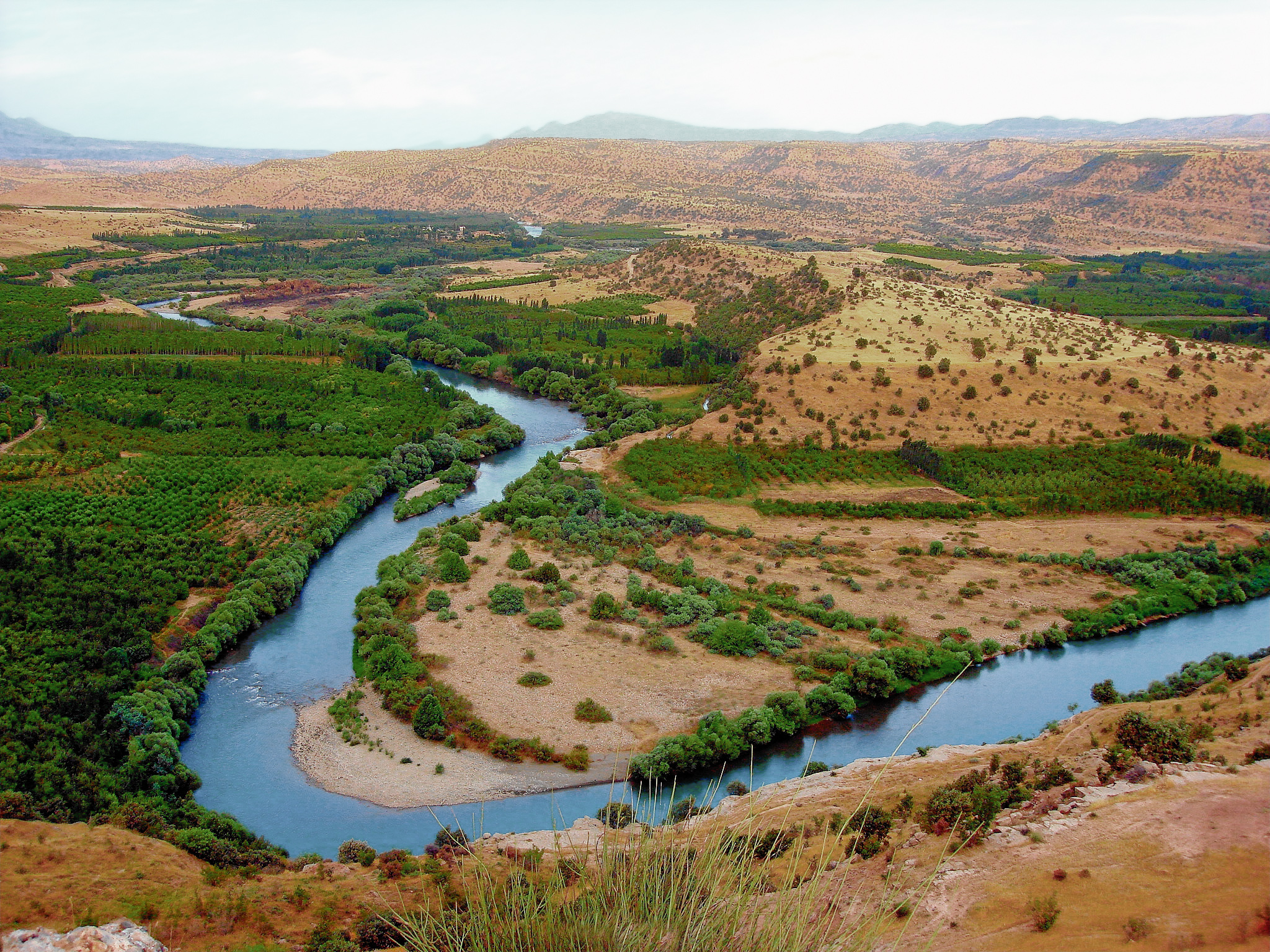
Övre Zap, nära Arbil.
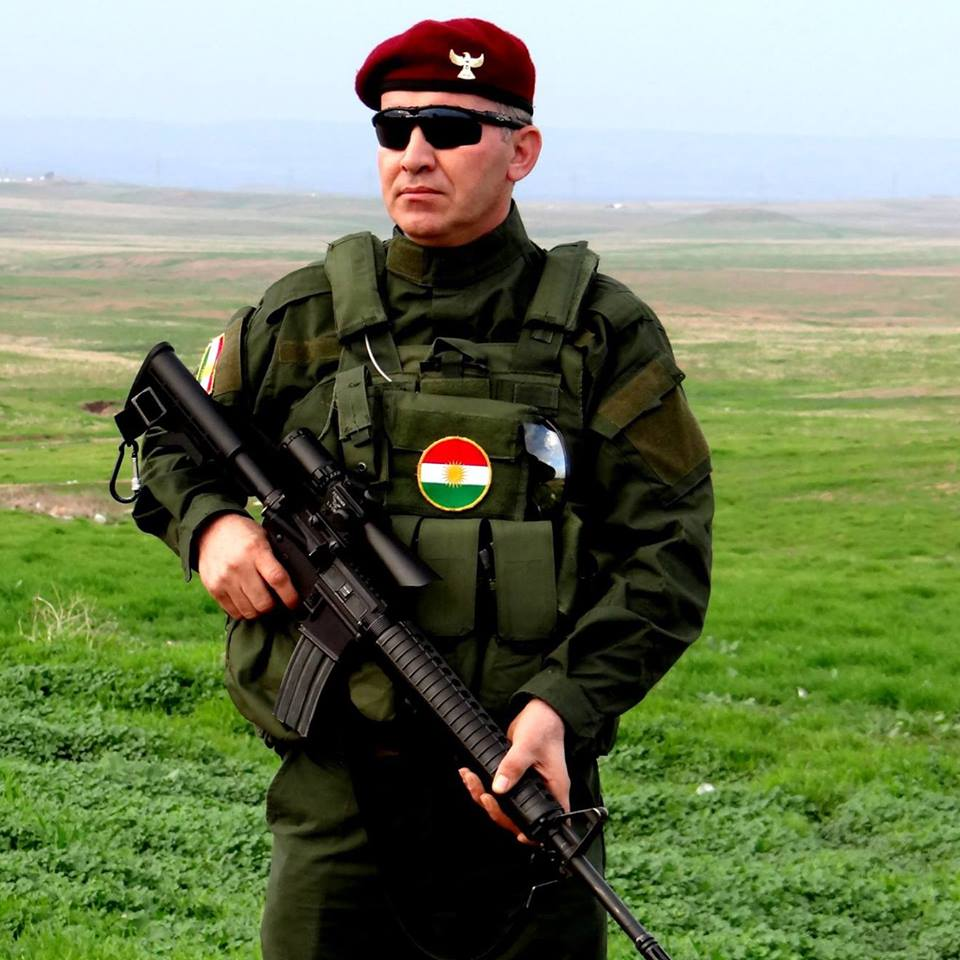
En kurdisk Peshmerga-soldat med en modifierad M16.